# Łuki Lowitza

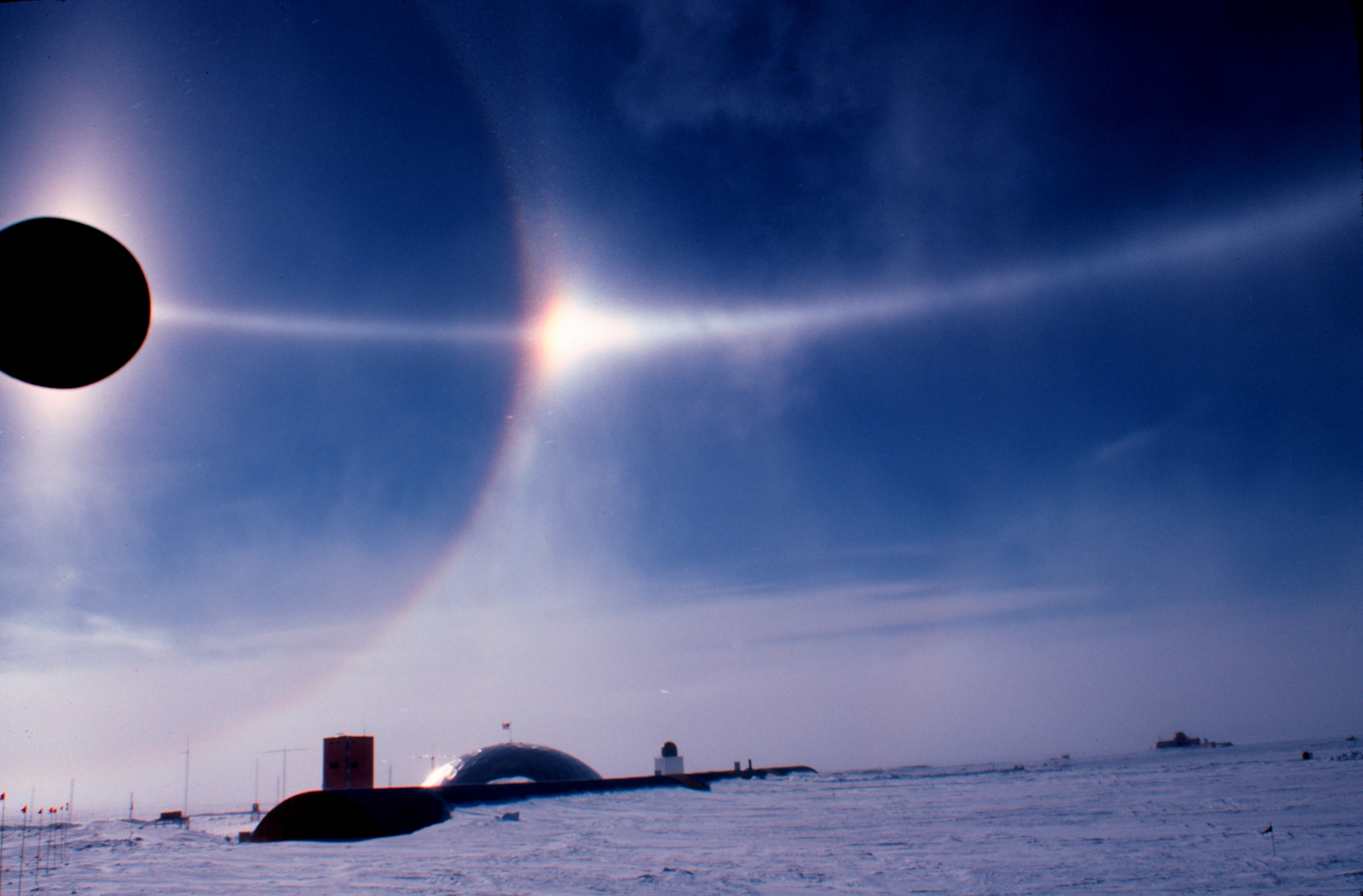
Słabo widoczne linie odchodzące w górę i w dół od słońca pobocznego to najprawdopodobniej łuki Lowitza

Łuki Lowitza (ang. Lowitz arcs) – zjawisko optyczne związane prawdopodobnie z płytkowymi kryształami lodu wirującymi podczas spadania.
Są zjawiskiem występującym niezmiernie rzadko, a ze względu małą intensywność trudne do zauważenia. Pierwszy raz opisane w 1790 r., ale jeszcze w 1990 r. wątpiono w ich istnienie. Dzięki automatycznym aparatom cyfrowym oraz wzrostowi zainteresowania optycznymi zjawiskami atmosferycznymi ich istnienie zostało potwierdzone wieloma fotografiami. W dalszym ciągu nie ma konsensusu co do mechanizmu ich powstawania. Klasyczne wyjaśnienie opierało się na załamaniu światła w kryształach płytkowych wirujących względem osi Lowitza. Wyjaśnienie to nie w pełni zgadza się z obserwacją, zaproponowano wyjaśnienie w oparciu o rozpraszanie na półregularnych sześciokątnych kryształach płytkowych.